# Olympische Sommerspiele 2020/Teilnehmer (Jemen)
| Gelbes Symbol für Goldmedaillen mit stilisierten Olympischen Ringen | Graues Symbol für Silbermedaillen mit stilisierten Olympischen Ringen | Braundes Symbol für Bronzemedaillen mit stilisierten Olympischen Ringen |
| ------------------------------------------------------------------- | --------------------------------------------------------------------- | ----------------------------------------------------------------------- |
| —                                                                   | —                                                                     | —                                                                       |

Der Jemen nahm an den Olympischen Spielen 2020 in Tokio von fünf Sportlern in vier Sportarten teil. Es war die insgesamt achte Teilnahme an Olympischen Sommerspielen.

## Teilnehmer nach Sportarten

### Judo
| Athleten    | Wettbewerb | 1. Runde   | 1. Runde | 2. Runde      | 2. Runde      | Achtelfinale  | Achtelfinale  | Viertelfinale | Viertelfinale | Halbfinale / Trostrunde | Halbfinale / Trostrunde | Finale / Platz 3 | Finale / Platz 3 | Rang |
| Athleten    | Wettbewerb | Gegner     | Ergebnis | Gegner        | Ergebnis      | Gegner        | Ergebnis      | Gegner        | Ergebnis      | Gegner                  | Ergebnis                | Gegner           | Ergebnis         | Rang |
| ----------- | ---------- | ---------- | -------- | ------------- | ------------- | ------------- | ------------- | ------------- | ------------- | ----------------------- | ----------------------- | ---------------- | ---------------- | ---- |
| Männer      |            |            |          |               |               |               |               |               |               |                         |                         |                  |                  |      |
| Ahmed Ayash | bis 73 kg  | A. Gjakova | 0:10     | ausgeschieden | ausgeschieden | ausgeschieden | ausgeschieden | ausgeschieden | ausgeschieden | ausgeschieden           | ausgeschieden           | ausgeschieden    | ausgeschieden    | 33   |

### Leichtathletik
Laufen und Gehen 
| Athleten       | Wettbewerb | Runde 1 | Runde 1 | Halbfinale    | Halbfinale    | Finale        | Finale        | Rang |
| Athleten       | Wettbewerb | Zeit    | Rang    | Zeit          | Rang          | Zeit          | Rang          | Rang |
| -------------- | ---------- | ------- | ------- | ------------- | ------------- | ------------- | ------------- | ---- |
| Männer         |            |         |         |               |               |               |               |      |
| Ahmed al-Yaari | 400 m      | 48,53 s | 46      | ausgeschieden | ausgeschieden | ausgeschieden | ausgeschieden | 46   |

### Schießen
| Athleten          | Wettbewerb       | Qualifikation   | Qualifikation | Halbfinale      | Halbfinale | Finale          | Finale        | Rang |
| Athleten          | Wettbewerb       | Ringe/ Scheiben | Rang          | Ringe/ Scheiben | Rang       | Ringe/ Scheiben | Rang          | Rang |
| ----------------- | ---------------- | --------------- | ------------- | --------------- | ---------- | --------------- | ------------- | ---- |
| Frauen            |                  |                 |               |                 |            |                 |               |      |
| Yasameen al-Raimi | 10 m Luftpistole | 551             | 52            | —               | —          | ausgeschieden   | ausgeschieden | 52   |

### Schwimmen
| Athleten          | Wettbewerb     | Vorlauf     | Vorlauf | Halbfinale    | Halbfinale    | Finale        | Finale        | Rang |
| Athleten          | Wettbewerb     | Zeit        | Rang    | Zeit          | Rang          | Zeit          | Rang          | Rang |
| ----------------- | -------------- | ----------- | ------- | ------------- | ------------- | ------------- | ------------- | ---- |
| Frauen            |                |             |         |               |               |               |               |      |
| Nooran Ba-Matraf  | 100 m Brust    | 1:27,79 min | 42      | ausgeschieden | ausgeschieden | ausgeschieden | ausgeschieden | 42   |
| Männer            |                |             |         |               |               |               |               |      |
| Mokhtar Al-Yamani | 100 m Freistil | 50,52 s     | 47      | ausgeschieden | ausgeschieden | ausgeschieden | ausgeschieden | 47   |
| Mokhtar Al-Yamani | 200 m Freistil | 1:49,97 min | 36      | ausgeschieden | ausgeschieden | ausgeschieden | ausgeschieden | 36   |